# Liderzy rankingu FIFA
Liderzy rankingu FIFA
| Miesiąc i rok    | 1.        | 2.        | 3.         |
| ---------------- | --------- | --------- | ---------- |
| Lipiec 2025      | Argentyna | Hiszpania | Francja    |
| Kwiecień 2025    | Argentyna | Hiszpania | Francja    |
| Grudzień 2024    | Argentyna | Francja   | Hiszpania  |
| Listopad 2024    | Argentyna | Francja   | Hiszpania  |
| Październik 2024 | Argentyna | Francja   | Hiszpania  |
| Wrzesień 2024    | Argentyna | Francja   | Hiszpania  |
| Lipiec 2024      | Argentyna | Francja   | Hiszpania  |
| Czerwiec 2024    | Argentyna | Francja   | Belgia     |
| Kwiecień 2024    | Argentyna | Francja   | Belgia     |
| Luty 2024        | Argentyna | Francja   | Anglia     |
| Grudzień 2023    | Argentyna | Francja   | Anglia     |
| Listopad 2023    | Argentyna | Francja   | Anglia     |
| Październik 2023 | Argentyna | Francja   | Brazylia   |
| Wrzesień 2023    | Argentyna | Francja   | Brazylia   |
| Lipiec 2023      | Argentyna | Francja   | Brazylia   |
| Czerwiec 2023    | Argentyna | Francja   | Brazylia   |
| Kwiecień 2023    | Argentyna | Francja   | Brazylia   |
| Grudzień 2022    | Brazylia  | Argentyna | Francja    |
| Listopad 2022    | Brazylia  | Belgia    | Argentyna  |
| Październik 2022 | Brazylia  | Belgia    | Argentyna  |
| Wrzesień 2022    | Brazylia  | Belgia    | Argentyna  |
| Sierpień 2022    | Brazylia  | Belgia    | Argentyna  |
| Lipiec 2022      | Brazylia  | Belgia    | Argentyna  |
| Czerwiec 2022    | Brazylia  | Belgia    | Argentyna  |
| Maj 2022         | Brazylia  | Belgia    | Francja    |
| Kwiecień 2022    | Brazylia  | Belgia    | Francja    |
| Marzec 2022      | Brazylia  | Belgia    | Francja    |
| Luty 2022        | Belgia    | Brazylia  | Francja    |
| Styczeń 2022     | Belgia    | Brazylia  | Francja    |
| Grudzień 2021    | Belgia    | Brazylia  | Francja    |
| Listopad 2021    | Belgia    | Brazylia  | Francja    |
| Październik 2021 | Belgia    | Brazylia  | Francja    |
| Wrzesień 2021    | Belgia    | Brazylia  | Anglia     |
| Sierpień 2021    | Belgia    | Brazylia  | Francja    |
| Maj 2021         | Belgia    | Francja   | Brazylia   |
| Kwiecień 2021    | Belgia    | Francja   | Brazylia   |
| Luty 2021        | Belgia    | Francja   | Brazylia   |
| Grudzień 2020    | Belgia    | Francja   | Brazylia   |
| Listopad 2020    | Belgia    | Francja   | Brazylia   |
| Październik 2020 | Belgia    | Francja   | Brazylia   |
| Wrzesień 2020    | Belgia    | Francja   | Brazylia   |
| Lipiec 2020      | Belgia    | Francja   | Brazylia   |
| Czerwiec 2020    | Belgia    | Francja   | Brazylia   |
| Kwiecień 2020    | Belgia    | Francja   | Brazylia   |
| Luty 2020        | Belgia    | Francja   | Brazylia   |
| Grudzień 2019    | Belgia    | Francja   | Brazylia   |
| Listopad 2019    | Belgia    | Francja   | Brazylia   |
| Październik 2019 | Belgia    | Francja   | Brazylia   |
| Wrzesień 2019    | Belgia    | Francja   | Brazylia   |
| Lipiec 2019      | Belgia    | Brazylia  | Francja    |
| Czerwiec 2019    | Belgia    | Francja   | Brazylia   |
| Kwiecień 2019    | Belgia    | Francja   | Brazylia   |
| Luty 2019        | Belgia    | Francja   | Brazylia   |
| Grudzień 2018    | Belgia    | Francja   | Brazylia   |
| Listopad 2018    | Belgia    | Francja   | Brazylia   |
| Październik 2018 | Belgia    | Francja   | Brazylia   |
| Sierpień 2018    | Francja   | Belgia    | Brazylia   |
| Czerwiec 2018    | Niemcy    | Brazylia  | Belgia     |
| Maj 2018         | Niemcy    | Brazylia  | Belgia     |
| Kwiecień 2018    | Niemcy    | Brazylia  | Belgia     |
| Marzec 2018      | Niemcy    | Brazylia  | Portugalia |
| Luty 2018        | Niemcy    | Brazylia  | Portugalia |
| Styczeń 2018     | Niemcy    | Brazylia  | Portugalia |
| Grudzień 2017    | Niemcy    | Brazylia  | Portugalia |
| Listopad 2017    | Niemcy    | Brazylia  | Portugalia |
| Październik 2017 | Niemcy    | Brazylia  | Portugalia |
| Wrzesień 2017    | Niemcy    | Brazylia  | Portugalia |
| Sierpień 2017    | Brazylia  | Niemcy    | Argentyna  |
| Lipiec 2017      | Niemcy    | Brazylia  | Argentyna  |
| Czerwiec 2017    | Brazylia  | Argentyna | Niemcy     |
| Maj 2017         | Brazylia  | Argentyna | Niemcy     |
| Kwiecień 2017    | Brazylia  | Argentyna | Niemcy     |
| Marzec 2017      | Argentyna | Brazylia  | Niemcy     |
| Luty 2017        | Argentyna | Brazylia  | Niemcy     |
| Styczeń 2017     | Argentyna | Brazylia  | Niemcy     |
| Grudzień 2016    | Argentyna | Brazylia  | Niemcy     |
| Listopad 2016    | Argentyna | Brazylia  | Niemcy     |
| Październik 2016 | Argentyna | Niemcy    | Brazylia   |
| Wrzesień 2016    | Argentyna | Belgia    | Niemcy     |
| Sierpień 2016    | Argentyna | Belgia    | Kolumbia   |
| Lipiec 2016      | Argentyna | Belgia    | Kolumbia   |
| Czerwiec 2016    | Argentyna | Belgia    | Kolumbia   |
| Maj 2016         | Argentyna | Belgia    | Chile      |
| Kwiecień 2016    | Argentyna | Belgia    | Chile      |
| Marzec 2016      | Belgia    | Argentyna | Hiszpania  |
| Luty 2016        | Belgia    | Argentyna | Hiszpania  |
| Styczeń 2016     | Belgia    | Argentyna | Hiszpania  |
| Grudzień 2015    | Belgia    | Argentyna | Hiszpania  |
| Listopad 2015    | Belgia    | Niemcy    | Argentyna  |
| Październik 2015 | Argentyna | Niemcy    | Belgia     |
| Wrzesień 2015    | Argentyna | Belgia    | Niemcy     |
| Sierpień 2015    | Argentyna | Belgia    | Niemcy     |
| Lipiec 2015      | Argentyna | Niemcy    | Belgia     |
| Czerwiec 2015    | Niemcy    | Belgia    | Argentyna  |
| Maj 2015         | Niemcy    | Argentyna | Belgia     |
| Kwiecień 2015    | Niemcy    | Argentyna | Belgia     |
| Marzec 2015      | Niemcy    | Argentyna | Kolumbia   |
| Luty 2015        | Niemcy    | Argentyna | Kolumbia   |
| Styczeń 2015     | Niemcy    | Argentyna | Kolumbia   |
| Grudzień 2014    | Niemcy    | Argentyna | Kolumbia   |
| Listopad 2014    | Niemcy    | Argentyna | Kolumbia   |
| Październik 2014 | Niemcy    | Argentyna | Kolumbia   |
| Wrzesień 2014    | Niemcy    | Argentyna | Kolumbia   |
| Sierpień 2014    | Niemcy    | Argentyna | Holandia   |
| Lipiec 2014      | Niemcy    | Argentyna | Holandia   |
| Czerwiec 2014    | Hiszpania | Niemcy    | Brazylia   |
| Maj 2014         | Hiszpania | Niemcy    | Portugalia |
| Kwiecień 2014    | Hiszpania | Niemcy    | Portugalia |
| Marzec 2014      | Hiszpania | Niemcy    | Argentyna  |
| Luty 2014        | Hiszpania | Niemcy    | Argentyna  |
| Styczeń 2014     | Hiszpania | Niemcy    | Argentyna  |
| Grudzień 2013    | Hiszpania | Niemcy    | Argentyna  |
| Listopad 2013    | Hiszpania | Niemcy    | Argentyna  |
| Październik 2013 | Hiszpania | Niemcy    | Argentyna  |
| Wrzesień 2013    | Hiszpania | Argentyna | Niemcy     |
| Sierpień 2013    | Hiszpania | Niemcy    | Kolumbia   |
| Lipiec 2013      | Hiszpania | Niemcy    | Kolumbia   |
| Czerwiec 2013    | Hiszpania | Niemcy    | Argentyna  |
| Maj 2013         | Hiszpania | Niemcy    | Argentyna  |
| Kwiecień 2013    | Hiszpania | Niemcy    | Argentyna  |
| Marzec 2013      | Hiszpania | Niemcy    | Argentyna  |
| Luty 2013        | Hiszpania | Niemcy    | Argentyna  |
| Styczeń 2013     | Hiszpania | Niemcy    | Argentyna  |
| Grudzień 2012    | Hiszpania | Niemcy    | Argentyna  |
| Listopad 2012    | Hiszpania | Niemcy    | Argentyna  |
| Październik 2012 | Hiszpania | Niemcy    | Portugalia |
| Wrzesień 2012    | Hiszpania | Niemcy    | Anglia     |
| Sierpień 2012    | Hiszpania | Niemcy    | Anglia     |
| Lipiec 2012      | Hiszpania | Niemcy    | Urugwaj    |
| Czerwiec 2012    | Hiszpania | Urugwaj   | Niemcy     |
| Maj 2012         | Hiszpania | Niemcy    | Urugwaj    |
| Kwiecień 2012    | Hiszpania | Niemcy    | Urugwaj    |
| Marzec 2012      | Hiszpania | Holandia  | Niemcy     |
| Luty 2012        | Hiszpania | Niemcy    | Holandia   |
| Styczeń 2012     | Hiszpania | Holandia  | Niemcy     |
| Grudzień 2011    | Hiszpania | Holandia  | Niemcy     |
| Listopad 2011    | Hiszpania | Holandia  | Niemcy     |
| Październik 2011 | Hiszpania | Holandia  | Niemcy     |
| Wrzesień 2011    | Hiszpania | Holandia  | Niemcy     |
| Sierpień 2011    | Holandia  | Hiszpania | Niemcy     |
| Lipiec 2011      | Hiszpania | Holandia  | Niemcy     |
| Czerwiec 2011    | Hiszpania | Holandia  | Niemcy     |
| Maj 2011         | Hiszpania | Holandia  | Brazylia   |
| Kwiecień 2011    | Hiszpania | Holandia  | Brazylia   |
| Marzec 2011      | Hiszpania | Holandia  | Niemcy     |
| Luty 2011        | Hiszpania | Holandia  | Niemcy     |
| Styczeń 2011     | Hiszpania | Holandia  | Niemcy     |
| Grudzień 2010    | Hiszpania | Holandia  | Niemcy     |
| Listopad 2010    | Hiszpania | Holandia  | Brazylia   |
| Październik 2010 | Hiszpania | Holandia  | Brazylia   |
| Wrzesień 2010    | Hiszpania | Holandia  | Niemcy     |
| Sierpień 2010    | Hiszpania | Holandia  | Brazylia   |
| Lipiec 2010      | Hiszpania | Holandia  | Brazylia   |
| Maj 2010         | Brazylia  | Hiszpania | Portugalia |
| Kwiecień 2010    | Hiszpania | Brazylia  | Holandia   |
| Marzec 2010      | Hiszpania | Brazylia  | Holandia   |
| Luty 2010        | Hiszpania | Brazylia  | Holandia   |
| Grudzień 2009    | Hiszpania | Brazylia  | Holandia   |
| Listopad 2009    | Hiszpania | Brazylia  | Holandia   |
| Październik 2009 | Brazylia  | Hiszpania | Holandia   |
| Wrzesień 2009    | Brazylia  | Hiszpania | Holandia   |
| Sierpień 2009    | Brazylia  | Hiszpania | Holandia   |
| Lipiec 2009      | Brazylia  | Hiszpania | Holandia   |
| Czerwiec 2009    | Hiszpania | Holandia  | Niemcy     |
| Maj 2009         | Hiszpania | Niemcy    | Holandia   |
| Kwiecień 2009    | Hiszpania | Niemcy    | Holandia   |
| Marzec 2009      | Hiszpania | Niemcy    | Holandia   |
| Luty 2009        | Hiszpania | Niemcy    | Holandia   |
| Styczeń 2009     | Hiszpania | Niemcy    | Holandia   |
| Grudzień 2008    | Hiszpania | Niemcy    | Holandia   |
| Listopad 2008    | Hiszpania | Niemcy    | Włochy     |
| Październik 2008 | Hiszpania | Włochy    | Niemcy     |
| Wrzesień 2008    | Hiszpania | Włochy    | Niemcy     |
| Sierpień 2008    | Hiszpania | Niemcy    | Włochy     |
| Lipiec 2008      | Hiszpania | Włochy    | Niemcy     |
| Czerwiec 2008    | Argentyna | Brazylia  | Włochy     |
| Maj 2008         | Argentyna | Brazylia  | Włochy     |
| Kwiecień 2008    | Argentyna | Brazylia  | Włochy     |
| Marzec 2008      | Argentyna | Brazylia  | Włochy     |
| Luty 2008        | Argentyna | Brazylia  | Włochy     |
| Styczeń 2008     | Argentyna | Brazylia  | Włochy     |
| Grudzień 2007    | Argentyna | Brazylia  | Włochy     |
| Listopad 2007    | Argentyna | Brazylia  | Włochy     |
| Październik 2007 | Argentyna | Brazylia  | Włochy     |
| Wrzesień 2007    | Włochy    | Argentyna | Brazylia   |
| Sierpień 2007    | Brazylia  | Argentyna | Włochy     |
| Lipiec 2007      | Brazylia  | Argentyna | Włochy     |
| Czerwiec 2007    | Włochy    | Francja   | Brazylia   |
| Maj 2007         | Włochy    | Brazylia  | Argentyna  |
| Kwiecień 2007    | Włochy    | Argentyna | Brazylia   |
| Marzec 2007      | Argentyna | Włochy    | Brazylia   |
| Luty 2007        | Włochy    | Brazylia  | Argentyna  |
| Styczeń 2007     | Brazylia  | Włochy    | Argentyna  |
| Grudzień 2006    | Brazylia  | Włochy    | Argentyna  |
| Listopad 2006    | Brazylia  | Włochy    | Argentyna  |
| Październik 2006 | Brazylia  | Włochy    | Francja    |
| Wrzesień 2006    | Brazylia  | Francja   | Argentyna  |
| Sierpień 2006    | Brazylia  | Włochy    | Argentyna  |
| Lipiec 2006      | Brazylia  | Włochy    | Argentyna  |
| Maj 2006         | Brazylia  | Czechy    | Holandia   |
| Kwiecień 2006    | Brazylia  | Czechy    | Holandia   |
| Marzec 2006      | Brazylia  | Czechy    | Holandia   |
| Luty 2006        | Brazylia  | Czechy    | Holandia   |
| Styczeń 2006     | Brazylia  | Czechy    | Holandia   |
| Grudzień 2005    | Brazylia  | Czechy    | Holandia   |
| Listopad 2005    | Brazylia  | Czechy    | Holandia   |
| Październik 2005 | Brazylia  | Holandia  | Czechy     |
| Wrzesień 2005    | Brazylia  | Holandia  | Argentyna  |
| Sierpień 2005    | Brazylia  | Argentyna | Holandia   |
| Lipiec 2005      | Brazylia  | Argentyna | Holandia   |
| Czerwiec 2005    | Brazylia  | Czechy    | Argentyna  |
| Maj 2005         | Brazylia  | Czechy    | Argentyna  |
| Kwiecień 2005    | Brazylia  | Czechy    | Argentyna  |
| Marzec 2005      | Brazylia  | Francja   | Argentyna  |
| Luty 2005        | Brazylia  | Francja   | Argentyna  |
| Styczeń 2005     | Brazylia  | Francja   | Argentyna  |
| Grudzień 2004    | Brazylia  | Francja   | Argentyna  |
| Listopad 2004    | Brazylia  | Francja   | Argentyna  |
| Październik 2004 | Brazylia  | Francja   | Argentyna  |
| Wrzesień 2004    | Brazylia  | Francja   | Hiszpania  |
| Sierpień 2004    | Brazylia  | Francja   | Hiszpania  |
| Lipiec 2004      | Brazylia  | Francja   | Hiszpania  |
| Czerwiec 2004    | Brazylia  | Francja   | Hiszpania  |
| Maj 2004         | Brazylia  | Francja   | Hiszpania  |
| Kwiecień 2004    | Brazylia  | Francja   | Hiszpania  |
| Marzec 2004      | Brazylia  | Francja   | Hiszpania  |
| Luty 2004        | Brazylia  | Francja   | Hiszpania  |
| Styczeń 2004     | Brazylia  | Francja   | Hiszpania  |
| Grudzień 2003    | Brazylia  | Francja   | Hiszpania  |
| Listopad 2003    | Brazylia  | Francja   | Hiszpania  |
| Październik 2003 | Brazylia  | Francja   | Hiszpania  |
| Wrzesień 2003    | Brazylia  | Francja   | Hiszpania  |
| Sierpień 2003    | Brazylia  | Francja   | Hiszpania  |
| Lipiec 2003      | Brazylia  | Francja   | Hiszpania  |
| Czerwiec 2003    | Brazylia  | Francja   | Hiszpania  |
| Maj 2003         | Brazylia  | Hiszpania | Francja    |
| Kwiecień 2003    | Brazylia  | Hiszpania | Francja    |
| Marzec 2003      | Brazylia  | Hiszpania | Francja    |
| Luty 2003        | Brazylia  | Francja   | Hiszpania  |
| Styczeń 2003     | Brazylia  | Francja   | Hiszpania  |
| Grudzień 2002    | Brazylia  | Francja   | Hiszpania  |
| Listopad 2002    | Brazylia  | Francja   | Hiszpania  |
| Październik 2002 | Brazylia  | Francja   | Hiszpania  |
| Wrzesień 2002    | Brazylia  | Francja   | Hiszpania  |
| Sierpień 2002    | Brazylia  | Argentyna | Hiszpania  |
| Lipiec 2002      | Brazylia  | Argentyna | Francja    |
| Maj 2002         | Francja   | Brazylia  | Argentyna  |
| Kwiecień 2002    | Francja   | Brazylia  | Argentyna  |
| Marzec 2002      | Francja   | Argentyna | Brazylia   |
| Luty 2002        | Francja   | Argentyna | Brazylia   |
| Styczeń 2002     | Francja   | Argentyna | Brazylia   |
| Grudzień 2001    | Francja   | Argentyna | Brazylia   |
| Listopad 2001    | Francja   | Argentyna | Brazylia   |
| Październik 2001 | Francja   | Brazylia  | Argentyna  |
| Wrzesień 2001    | Francja   | Brazylia  | Argentyna  |
| Sierpień 2001    | Francja   | Brazylia  | Argentyna  |
| Lipiec 2001      | Francja   | Brazylia  | Argentyna  |
| Czerwiec 2001    | Francja   | Brazylia  | Argentyna  |
| Maj 2001         | Francja   | Brazylia  | Argentyna  |
| Kwiecień 2001    | Brazylia  | Francja   | Argentyna  |
| Marzec 2001      | Brazylia  | Francja   | Argentyna  |
| Luty 2001        | Brazylia  | Francja   | Argentyna  |
| Styczeń 2001     | Brazylia  | Francja   | Argentyna  |
| Grudzień 2000    | Brazylia  | Francja   | Argentyna  |
| Listopad 2000    | Brazylia  | Francja   | Argentyna  |
| Październik 2000 | Brazylia  | Francja   | Argentyna  |
| Wrzesień 2000    | Brazylia  | Francja   | Argentyna  |
| Sierpień 2000    | Brazylia  | Francja   | Argentyna  |
| Lipiec 2000      | Brazylia  | Francja   | Czechy     |
| Czerwiec 2000    | Brazylia  | Francja   | Czechy     |
| Maj 2000         | Brazylia  | Czechy    | Francja    |
| Kwiecień 2000    | Brazylia  | Czechy    | Francja    |
| Marzec 2000      | Brazylia  | Czechy    | Francja    |
| Luty 2000        | Brazylia  | Czechy    | Francja    |
| Styczeń 2000     | Brazylia  | Czechy    | Francja    |
| Grudzień 1999    | Brazylia  | Czechy    | Francja    |
| Listopad 1999    | Brazylia  | Francja   | Czechy     |
| Październik 1999 | Brazylia  | Czechy    | Francja    |
| Wrzesień 1999    | Brazylia  | Czechy    | Francja    |
| Sierpień 1999    | Brazylia  | Francja   | Czechy     |
| Lipiec 1999      | Brazylia  | Francja   | Czechy     |
| Czerwiec 1999    | Brazylia  | Francja   | Czechy     |
| Maj 1999         | Brazylia  | Francja   | Niemcy     |
| Kwiecień 1999    | Brazylia  | Francja   | Niemcy     |
| Marzec 1999      | Brazylia  | Francja   | Chorwacja  |
| Luty 1999        | Brazylia  | Francja   | Chorwacja  |
| Styczeń 1999     | Brazylia  | Francja   | Chorwacja  |
| Grudzień 1998    | Brazylia  | Francja   | Niemcy     |
| Listopad 1998    | Brazylia  | Francja   | Niemcy     |
| Październik 1998 | Brazylia  | Francja   | Niemcy     |
| Wrzesień 1998    | Brazylia  | Francja   | Niemcy     |
| Sierpień 1998    | Brazylia  | Francja   | Niemcy     |
| Lipiec 1998      | Brazylia  | Francja   | Niemcy     |
| Maj 1998         | Brazylia  | Niemcy    | Czechy     |
| Kwiecień 1998    | Brazylia  | Niemcy    | Czechy     |
| Marzec 1998      | Brazylia  | Niemcy    | Czechy     |
| Luty 1998        | Brazylia  | Niemcy    | Czechy     |
| Grudzień 1997    | Brazylia  | Niemcy    | Czechy     |
| Listopad 1997    | Brazylia  | Niemcy    | Hiszpania  |
| Październik 1997 | Brazylia  | Hiszpania | Niemcy     |
| Wrzesień 1997    | Brazylia  | Niemcy    | Rumunia    |
| Sierpień 1997    | Brazylia  | Hiszpania | Dania      |
| Lipiec 1997      | Brazylia  | Hiszpania | Dania      |
| Czerwiec 1997    | Brazylia  | Niemcy    | Hiszpania  |
| Maj 1997         | Brazylia  | Niemcy    | Dania      |
| Kwiecień 1997    | Brazylia  | Niemcy    | Francja    |
| Luty 1997        | Brazylia  | Niemcy    | Francja    |
| Grudzień 1996    | Brazylia  | Niemcy    | Francja    |
| Listopad 1996    | Brazylia  | Niemcy    | Francja    |
| Październik 1996 | Brazylia  | Niemcy    | Francja    |
| Wrzesień 1996    | Brazylia  | Niemcy    | Francja    |
| Sierpień 1996    | Brazylia  | Niemcy    | Francja    |
| Lipiec 1996      | Brazylia  | Niemcy    | Francja    |
| Maj 1996         | Brazylia  | Niemcy    | Rosja      |
| Kwiecień 1996    | Brazylia  | Niemcy    | Rosja      |
| Luty 1996        | Brazylia  | Włochy    | Niemcy     |
| Styczeń 1996     | Brazylia  | Niemcy    | Włochy     |
| Grudzień 1995    | Brazylia  | Niemcy    | Włochy     |
| Listopad 1995    | Brazylia  | Niemcy    | Hiszpania  |
| Październik 1995 | Brazylia  | Hiszpania | Niemcy     |
| Wrzesień 1995    | Brazylia  | Włochy    | Szwecja    |
| Sierpień 1995    | Brazylia  | Norwegia  | Hiszpania  |
| Lipiec 1995      | Brazylia  | Norwegia  | Hiszpania  |
| Czerwiec 1995    | Brazylia  | Włochy    | Hiszpania  |
| Maj 1995         | Brazylia  | Włochy    | Hiszpania  |
| Kwiecień 1995    | Brazylia  | Włochy    | Hiszpania  |
| Luty 1995        | Brazylia  | Hiszpania | Włochy     |
| Grudzień 1994    | Brazylia  | Hiszpania | Szwecja    |
| Listopad 1994    | Brazylia  | Szwecja   | Włochy     |
| Październik 1994 | Brazylia  | Włochy    | Szwecja    |
| Wrzesień 1994    | Brazylia  | Włochy    | Szwecja    |
| Lipiec 1994      | Brazylia  | Włochy    | Szwecja    |
| Czerwiec 1994    | Niemcy    | Holandia  | Brazylia   |
| Maj 1994         | Brazylia  | Niemcy    | Szwecja    |
| Kwiecień 1994    | Brazylia  | Niemcy    | Norwegia   |
| Marzec 1994      | Niemcy    | Brazylia  | Norwegia   |
| Luty 1994        | Niemcy    | Brazylia  | Holandia   |
| Grudzień 1993    | Niemcy    | Włochy    | Brazylia   |
| Listopad 1993    | Włochy    | Holandia  | Niemcy     |
| Październik 1993 | Brazylia  | Norwegia  | Włochy     |
| Wrzesień 1993    | Brazylia  | Włochy    | Norwegia   |
| Sierpień 1993    | Niemcy    | Włochy    | Szwajcaria |
| Grudzień 1992    | Niemcy    | Włochy    | Brazylia   |